# Каирский складной алтарь
Каирский складной алтарь — скульптурный рельеф, произведение древнеегипетского искусства амарнского периода (амарнское искусство), экспонат Каирского египетского музея. На хорошо сохранившейся стеле изображены фараон Эхнатон с женой Нефертити и тремя дочерьми.

## Обнаружение
Известняковый алтарь размером 43,5 х 39 см обнаружен экспедицией немецкого египтолога Людвига Борхардта в Амарне в 1912 году. При распределении находок этой экспедиции между египетской и немецкой сторонами, состоявшейся 20 января 1913 года, Гюстав Лефевр, представлявший египетскую Службу древностей, предпочёл его бюсту Нефертити.

## Описание
На левой стороне алтаря изображён восседающий на невысоком табурете Эхнатон в хепреше, который протягивает серьгу с подвесками стоящей перед ним старшей дочери Меритатон. Напротив Эхнатона на правой стороне алтаря изображена сидящая Нефертити в характерном для неё высоком головном уборе, на коленях которой играют две дочери - Макетатон и Анхесенамон. Ноги супругов опираются на маленькие скамеечки, стоящие на зелёной циновке. Сверху семья фараона озарена несущими жизнь лучами, исходящими от красного диска Атона.
Специалисты[какие?] подчёркивают завершённость и сбалансированность композиции алтаря и новаторски продуманную, проникнутую любовью взаимосвязанность фигур. Изображение дополняют различные надписи, уточняющие имена и титулы изображённых. Под египетским карнизом и по бокам алтарь обрамлён жёлтой лентой с синими надписями, некоторые иероглифы сохранили краску. Два небольших отверстия по обеим сторонам основания, а центральная часть алтаря углублена, что позволяет предположить, что алтарь закрывался двумя деревянными створками.
Каирский складной алтарь является типичным для амарнского периода, несколько подобных алтарей было обнаружено при раскопках Ахетатона. Предполагается, что они находились в частном владении, устанавливались в часовнях или домах для церемоний почитания царской семьи и бога Атона.

## Вопрос фальсификации

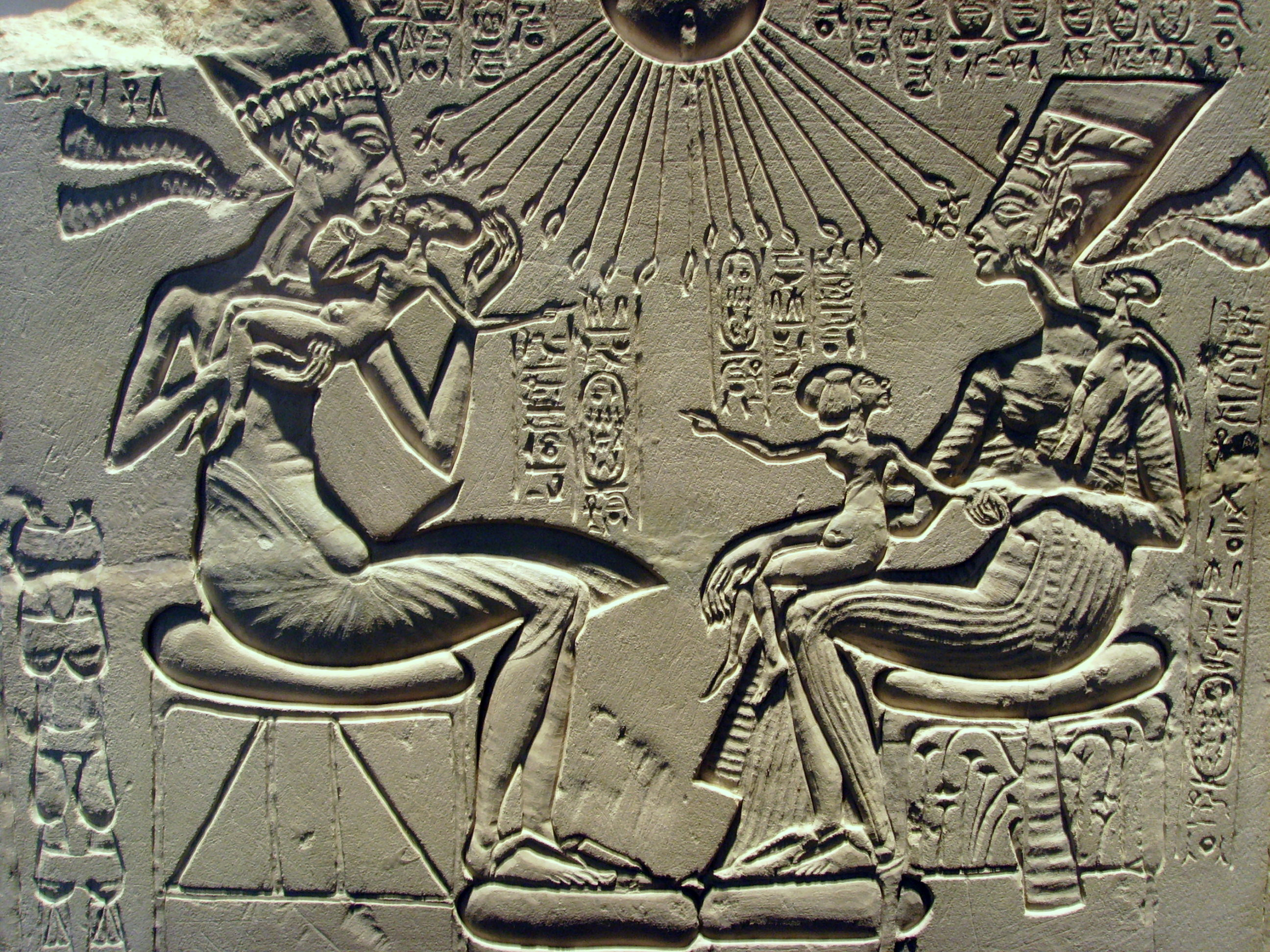
Рельеф Эхнатона с семьёй из берлинского Египетского музея

В 2009 году немецкий журнал Der Spiegel со ссылкой на статью немецкого египтолога Рольфа Краусса «Почему Нефертити отправилась в Берлин» (Why Nefertiti went to Berlin), опубликованную в американском специализированном издании KMT, привлёк внимание к версии о подделке Каирского складного алтаря. Снедаемый жаждой славы и испытывавший давление со стороны германских властей Людвиг Бурхардт мечтал привезти бюст Нефертити на родину и якобы изготовил фальсификат, удивительно похожий на стелу из берлинского Египетского музея с тем, чтобы отвлечь внимание египетской стороны от бюста Нефертити. На тот момент Каирский музей, в отличие от берлинского, ещё не располагал в своей экспозиции такого типа амарнским алтарём. По мнению Краусса, признанного эксперта по амарнскому периоду, иероглиф маат («истина») в четырёх случаях написан на алтаре неправильно. Кроме того, Эхнатон на алтаре изображён левшой, что, по мнению Краусса, противоречит древнеегипетской иконографии. Эрозия камня, придавшая ему желтоватый оттенок, в версии Краусса имеет искусственное происхождение и не является патиной, как было заявлено на основании анализа красок. Версия Рольфа Краусса нашла поддержку у Кристиана Лёбена, который считает, что стилевое попурри на каирском рельефе Эхнатона с семьёй свидетельствует о мошеннических намерениях при изготовлении фальсификата. Египтолог и специалист по фальсификатам античного искусства Мартин фон Фальк также считает доводы Краусса убедительными для того, чтобы подвергнуть сомнению подлинность алтаря.
Против версии Краусса выступил бывший директор Египетского музея и собрания папирусов Дитрих Вильдунг.
В 2011 году критический разбор версии Краусса произвёл в своей публикации «Нефертити и Эхнатон. Тайна амарнских мумий» Михаэль Э. Хабихт.